# Монрепо
Монрепо́ (фр. Mon Repos — «мій спокій») — пейзажний парк в місті Виборг, Росія.

## Перші власники
У 1710 році російські війська під керівництвом Петра І та генерала Ф. Апраксіна здобули у шведів смугу землі від річки Західна Двіна до міста Виборг і саме місто Виборг. За наказом імператора лісиста частина земель на узбережжі затоки передавалась у користування військових губернаторів міста Виборг.
У 18 столітті виборзькими губернаторами по черзі були: Чернишов, Ступіцин, герцог Ф. Вюртемберзький, Шувалов, Данауров. Особливо відзначилися П. А. Ступіцин та герцог Ф. Вюртемберзький. Ступіцин належав до першої генерації російських військових інженерів і фортифікаторів. Саме за його сприяння на західній околиці Виборгу з боку Швеції за замком звели нові фортечні укріплення, залишки яких збережені і використовуються як паркова територія відпочинку.
Але суто паркова територія з оранжереями була створена саме на лісистій частині земель на узбережжі затоки (так звана долина Шарлоти). Назва відносно пізня, надана на честь першої дружини Петра Ступіцина. Бідна північна природа не сприяла створенню тут саду бароко. Замість нього використовували навколишній ліс. Перший садибний будинок у долині створено за наказом герцога Ф. Вюртемберзького. Він і назвав паркову ділянку Монрепо.

## Парк у добу романтизму

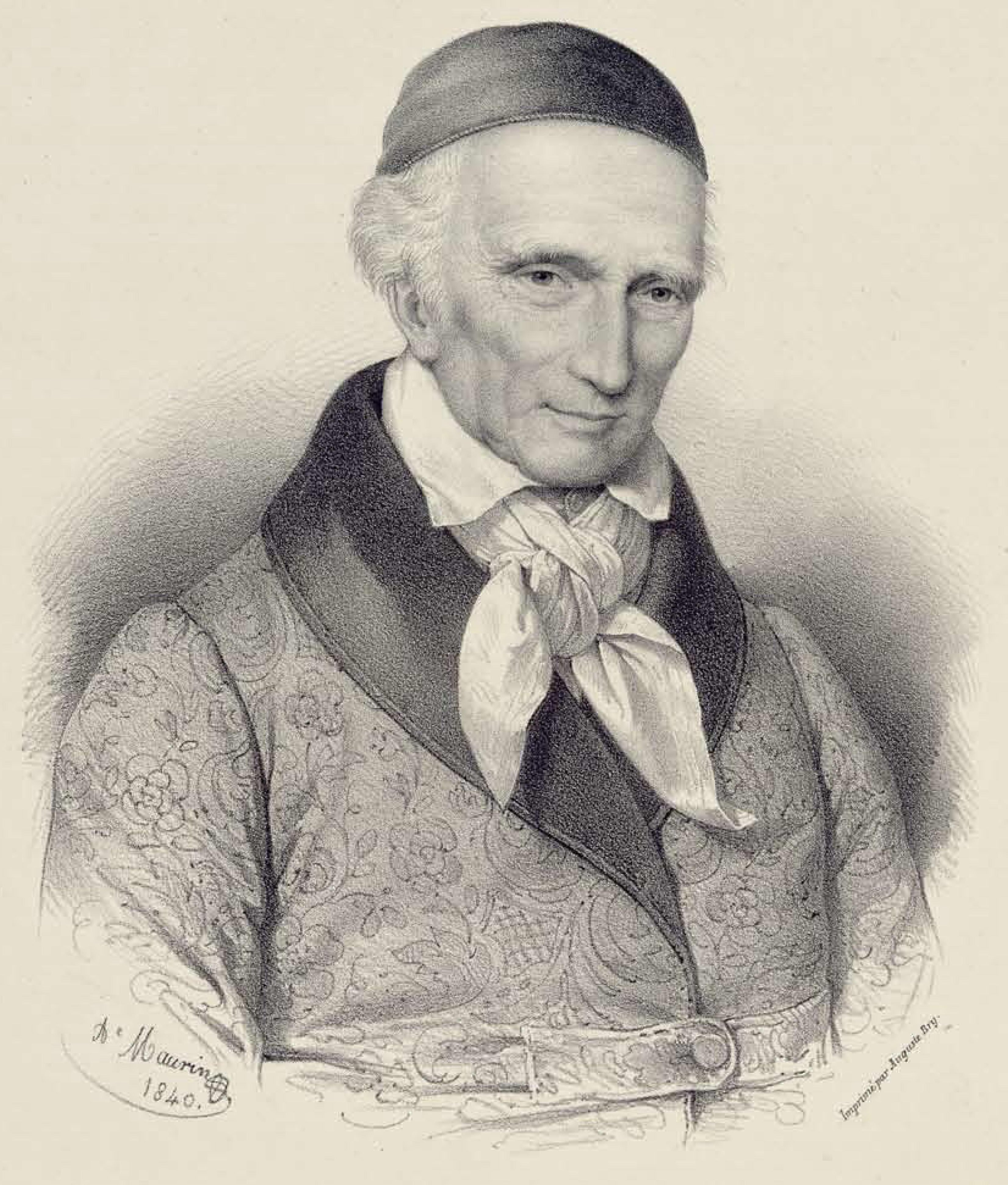
Власник пейзажного парку Монрепо Людвіг фон Ніколаї

У 1788 році земельну ділянку з садибними спорудами придбав Людвіг фон Ніколаї, вихователь великого князя, сина Катерини II — Павла Петровича. Представник німецького і російського просвітництва, майбутній барон і майбутній президент Російської Академії наук доклав значних зусиль, аби перетворити ліс і галявини на узбережжі на уславлений пейзажний парк.
Створення і існування пейзажних садів припало в Російській імперії на досить швидку зміну трьох ідейних течій — класицизму, сентименталізму, романтизму. Жодна з цих течій не цінувала, не шанувала жарти, веселощі або сміх, як це було в добу бароко. Веселощі, сміх повсюдно виганялися з пейзажних парків заради меланхолії, невеселих спогадів, сумних мрій, жалю за молодості чи особистим втратам. Спогади про якісь події в минулому були найважливішою частиною образів пейзажних парків. Тому в пейзажних парках досі, 200—250 років потому, гордовито розповідають про відомих людей (поетів, композиторів, істориків, акторів), які їх відвідували. Прикладами є могила Руссо в парку Ерменонвіль (Франція), павільйон Глінки в саду Качанівки (Україна), погруддя поета Пушкіна в саду садиби Архангельське, посмертний пам'ятник-ваза коханцю імператриці Катерини II Ланському в пейзажній частині парку Царського Села тощо.
Цікавою особливістю пейзажних парків стала їх тематичність. Звичайно, не всі вони мали чітко визначену тему, але тематичність була бажаною. Розквіт і модність пейзажних парків припала на війни в Європі, тому військова тематика стала переважати в парках можновладців.
Планування, якщо сад не мав визначеної тематичності, перестало відігравати значну роль, як це було в садах бароко. Архітектурність, геометричність, що переважала в садах бароко, повсюдно викорінювалась заради картинності, відповідності краєвиду пейзажним картинам.

## Родинна садиба фон Ніколаї

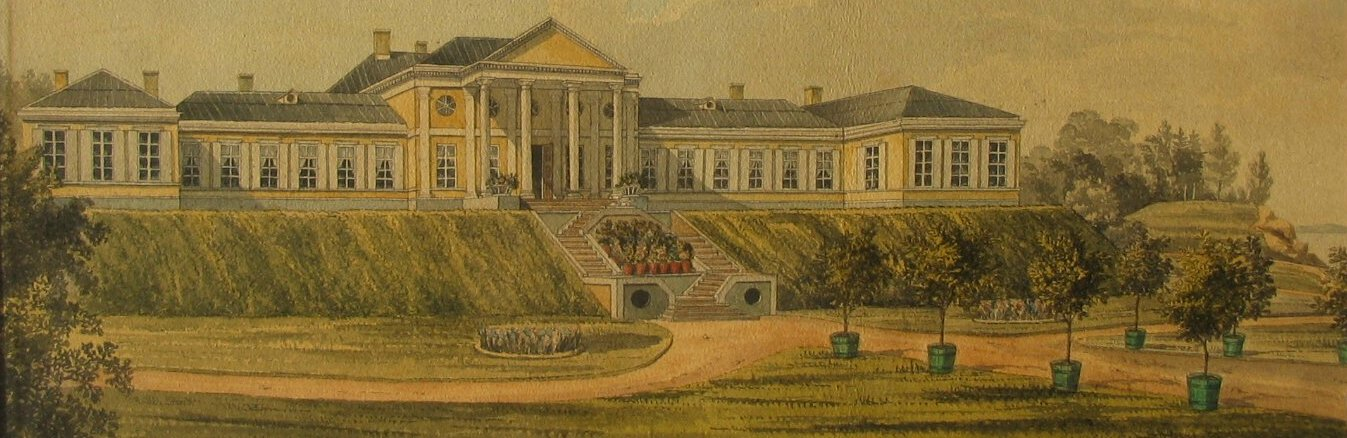
Арх. Ж. Мартінеллі. Садибний будинок фон Ніколаї. (1798—1804 рр.)

Людвіг фон Ніколаї мав просте, нешляхетне походження. Але статки родини дозволили отримати освіту в університеті міста Страсбург. Саме в Страсбурзі зав'язались його перші дружні і ділові стосунки, котрі сприятимуть його кар'єрі. Наближеність до російських дипломатів і робота з ними сприяли зміцненню зв'язків Людвіга фон Ніколаї з Російською імперією. Спадкоємець престолу Павло Петрович сам клопотався перед імператором Австрії про надання фон Ніколаї дворянського стану. Успішна надвірна кар'єра сприяла аристократизації родини і перетворенню маєтку Монрепо в родинну садибу. За проектом архітектора Жозефа Мартінеллі на штучній терасі вибудували дерев'яний будинок-палац (1798—1804 рр.), поряд — так званий Бібліотечний корпус (1804 р.), неподалік — Оранжерею, будинок управителя та господарські споруди з досить вільним розплануванням на місцевості. Садиба належатиме родині з 1788 до 1943 р.
Унікальність місцевості з лісом, затокою, галявинами і скельним, диким ландшафтом перестала задовольняти володаря. Почався етап додатків модних елементів. Дикі ландшафти з валунами і лісом нагадували володарю ландшафти поем Оссіана. Згодом в структуру парку ввели меморіальні об'єкти. Пізніше претензії на аристократичність призведуть до появи нових павільйонів і назв, абсолютно неможливих для кельтського поета Оссіана — Єлисейські поля, Храм Нептуна, джерело «Нарцис», колона «Кінець світу», хижка самітника-ерміта, Турецький намет, китайські містки, павільйон Марієнтурм у стилі шинуазрі.
Левкатійська скеля біля господарського будинку стала з 1827 року місцем розташування обеліска-кенотафа на честь загиблих братів Брольї.

## Меморіальні зони в парку Монрепо

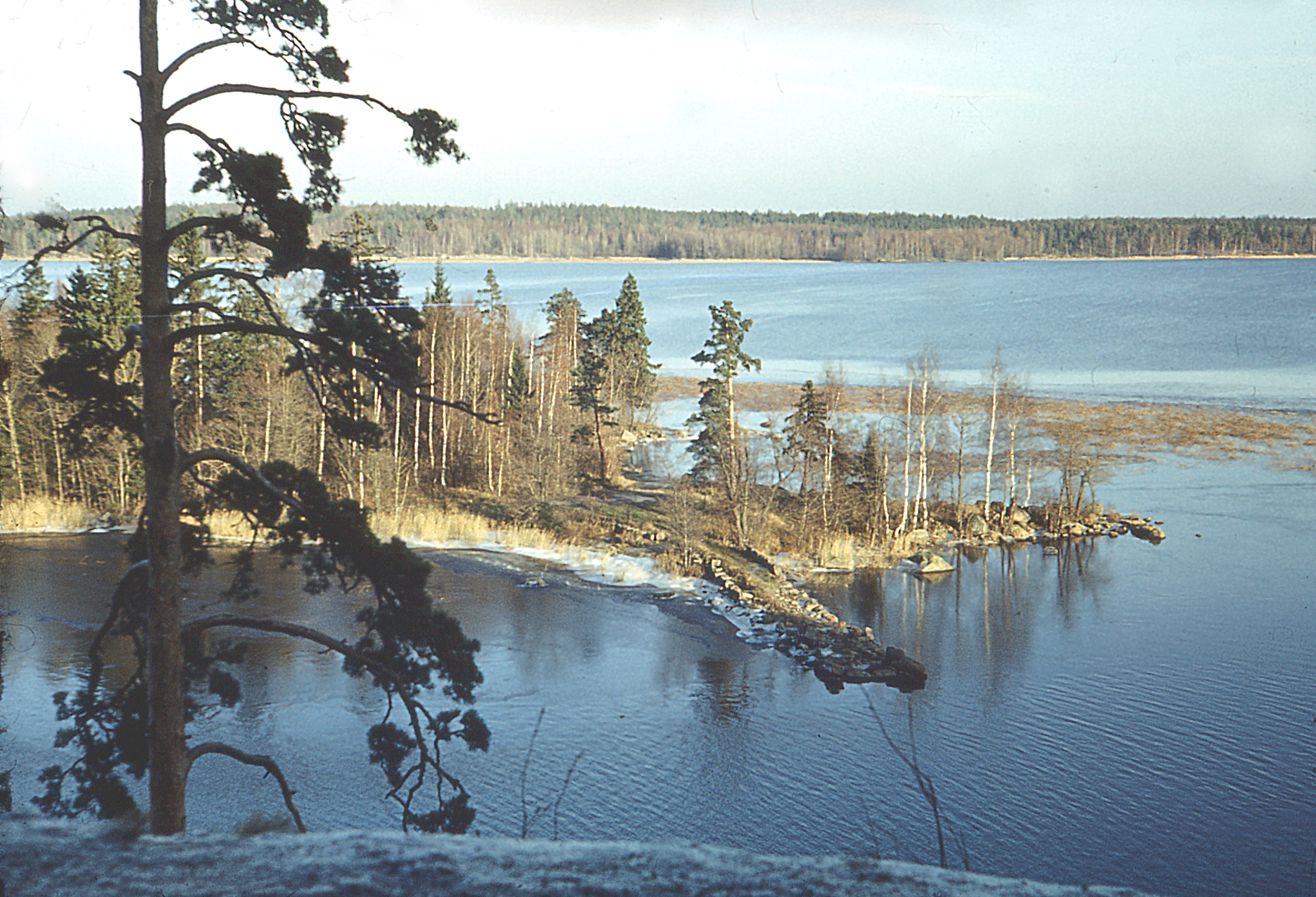
Парк Монрепо навесні

Пейзажний парк під Виборгом мав власні меморіальні зони. Перш за все це — кенотаф-обеліск на честь загиблих братів Брольї в парку Монрепо. Обеліск із сірого мармуру розташували неподалік від панського палацу-будинку на скелі з вигладженою верхівкою. Брати Брольї (фр. Broglio) були французькими аристократами, князями. У грізні роки французької революції 1789—1793 рр. вони емігрували з Франції і прибули в Російську імперію. Обидва воювали на боці Росії і загинули, один — під Аустерліцем, другий — під Кульмом. Брати Брольї були родичами дружини Павла Ніколаї.
Нова меморіальна зона виникла в парку логічно по смерті її володарів. Місцем їх вічного спокою обрали верхівку другої скелі Людвигштайн («штайн» з німецької — скеля). Там облаштували родинний цвинтар Ніколаї. Згодом місце поховання позначили декоративною спорудою маленької фортеці в псевдоготичних формах. Діставались до скелі з родинним цвинтарем можна було з допомогою власного невеликого порома, далі сходинками, висіченими прямо в скелі.
Були споруджені в парку і меморіальні колони на честь російських імператорів, звичні монументи в садибних парках російського дворянства доби царату.

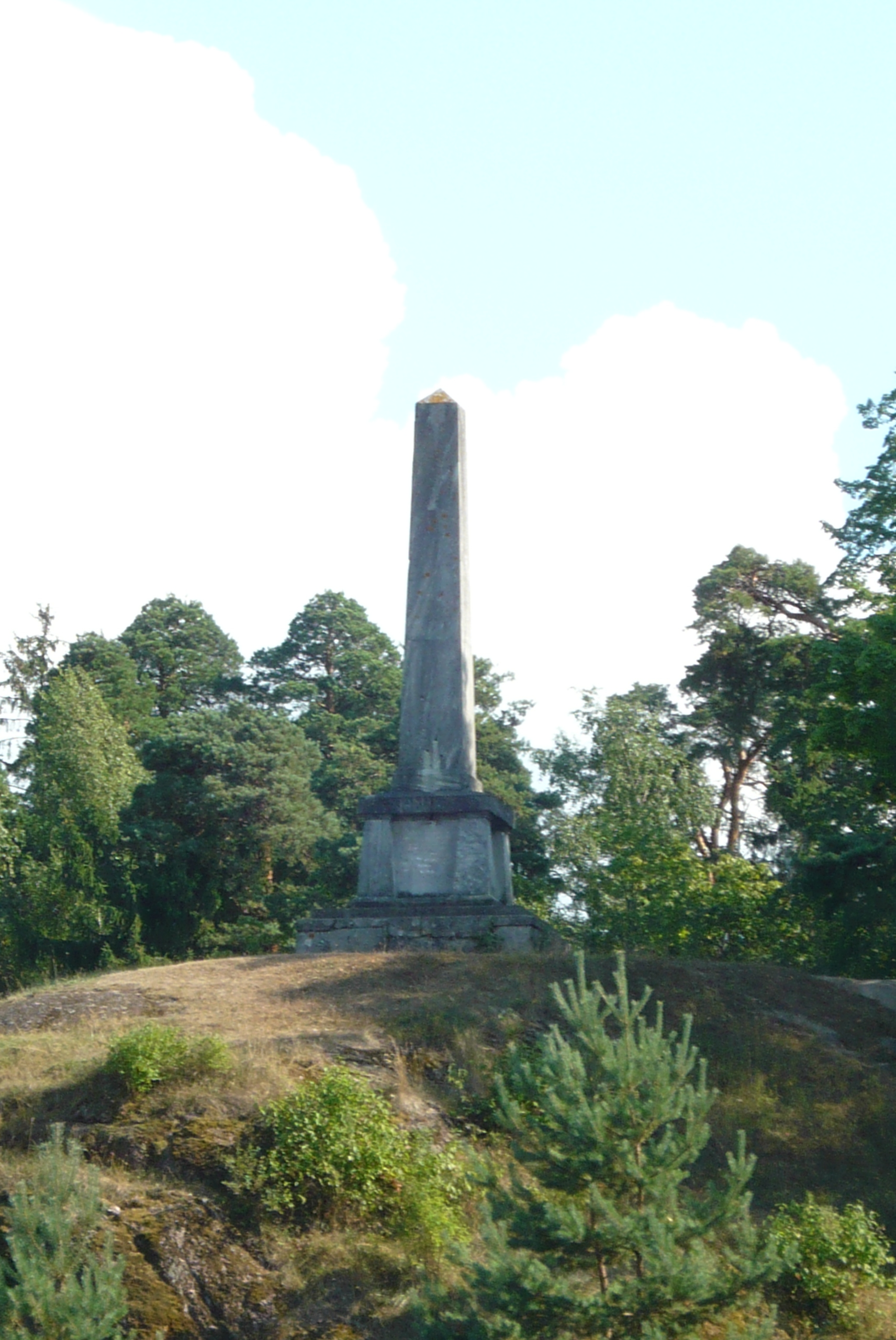
Кенотаф-обеліск на честь загиблих братів Брольї
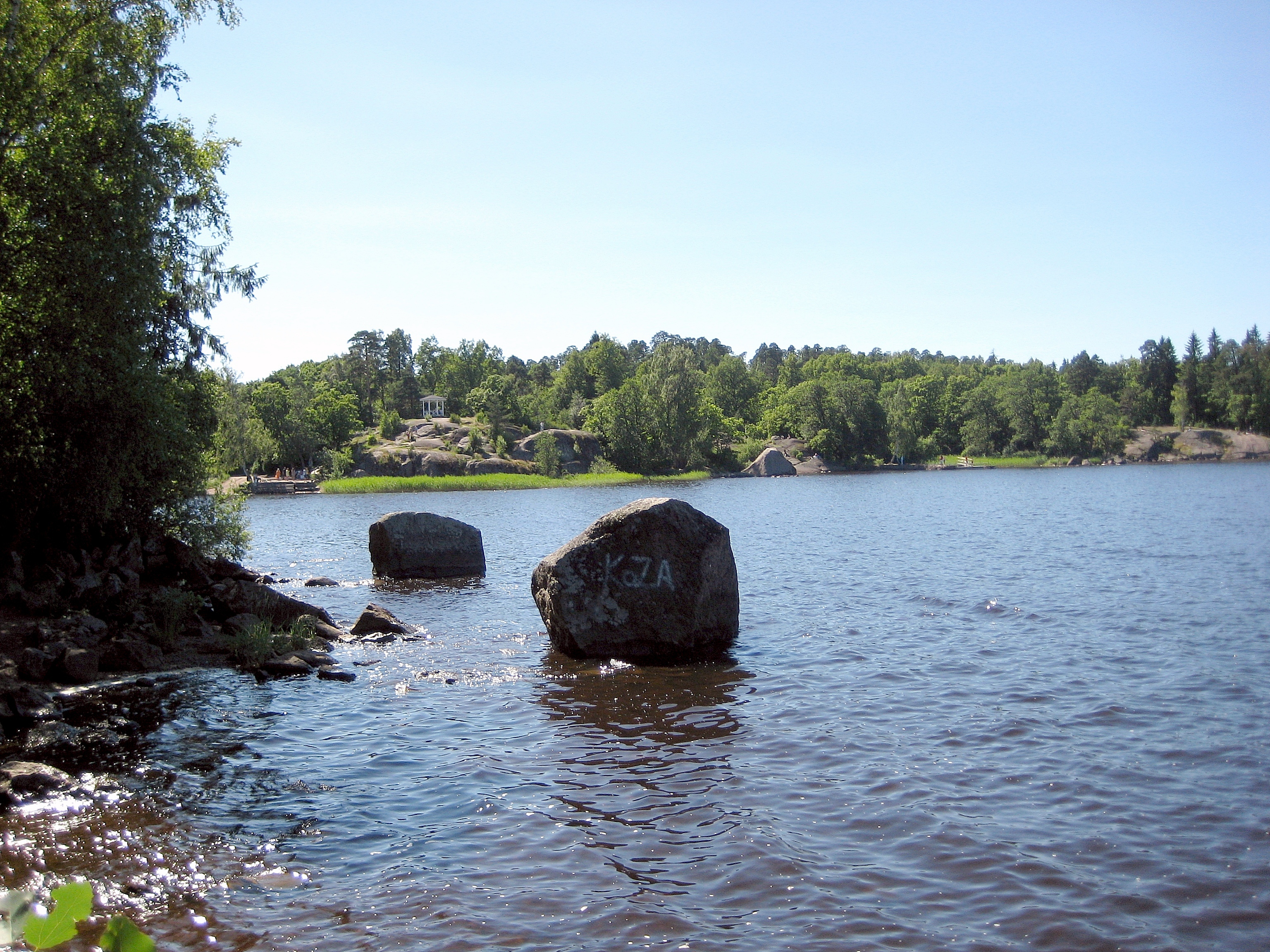
Краєвид у парку
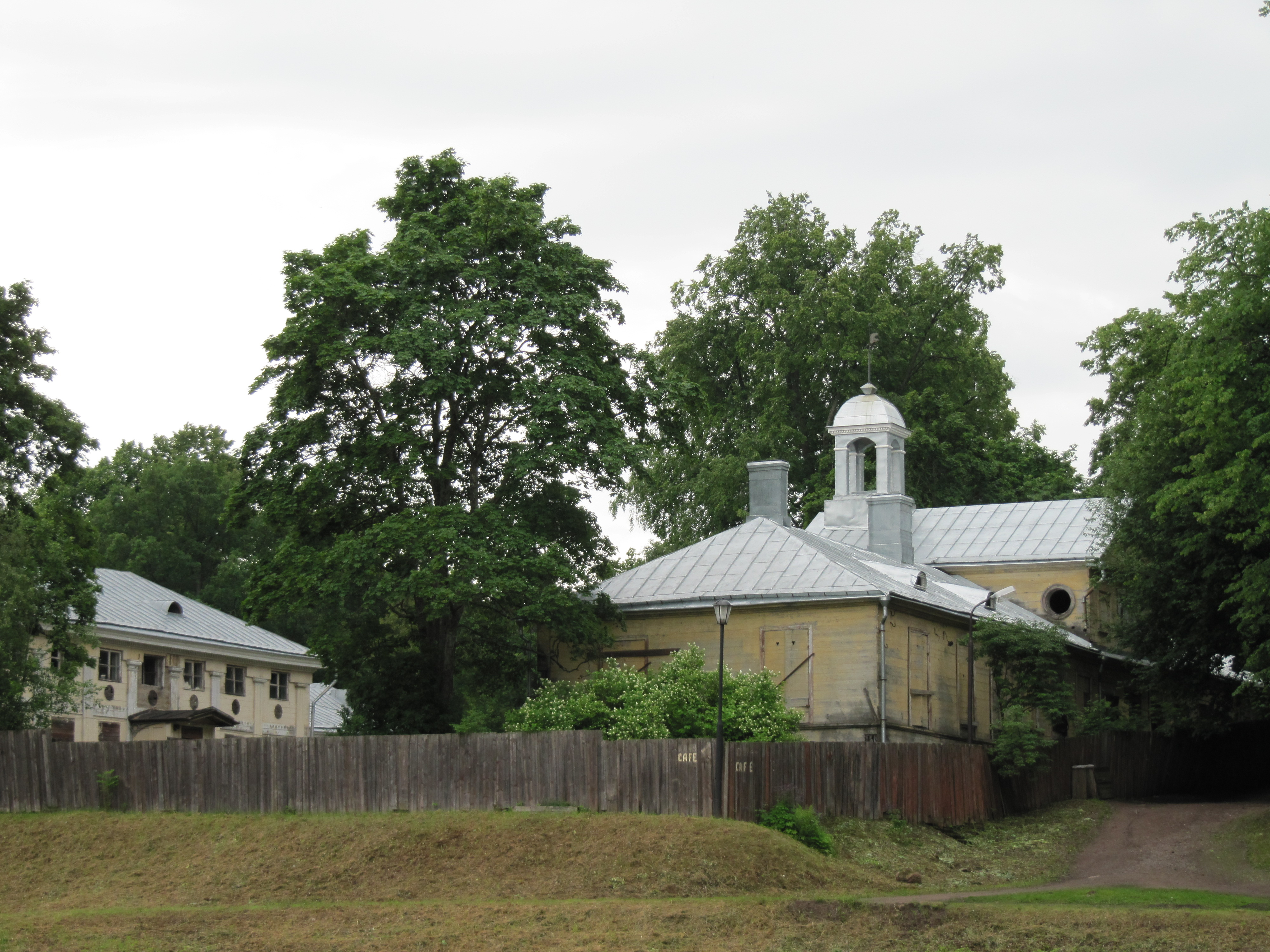
Бібліотечний корпус у Монрепо
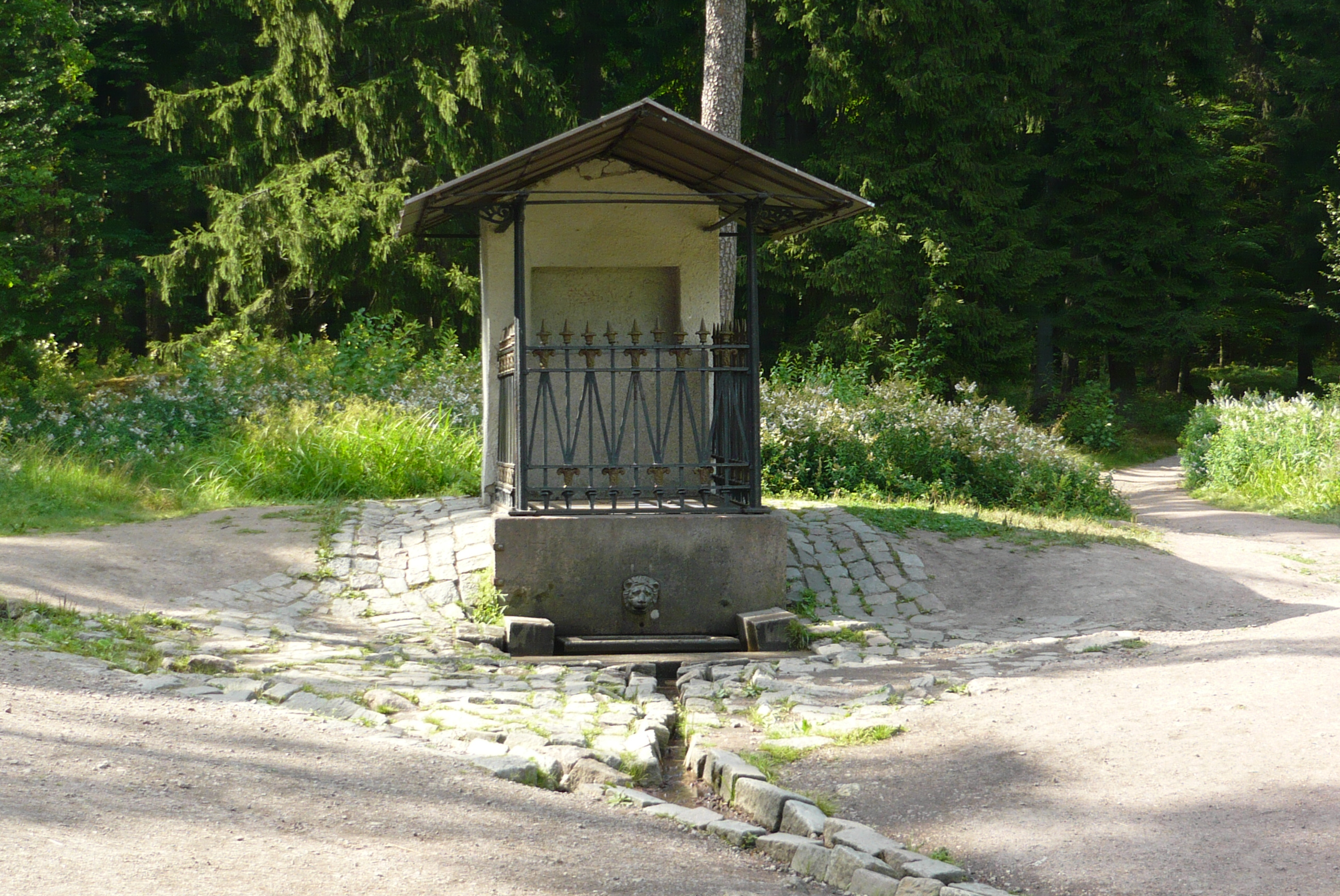
Джерело в парку
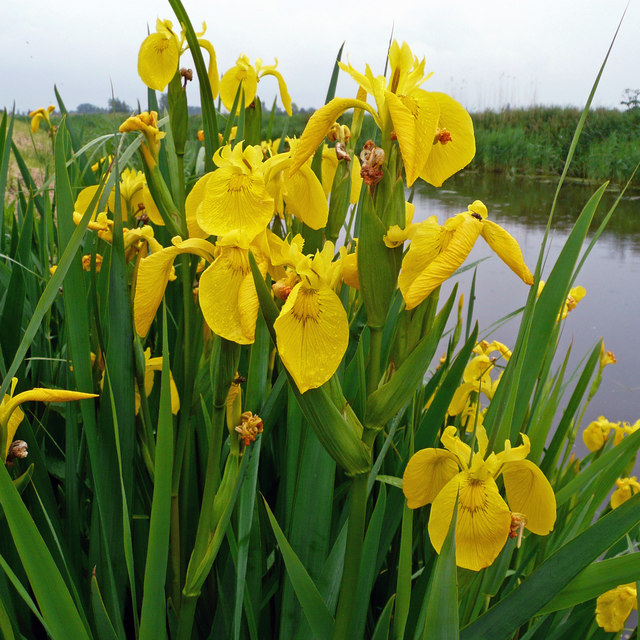
Півники болотні в парку Монрепо
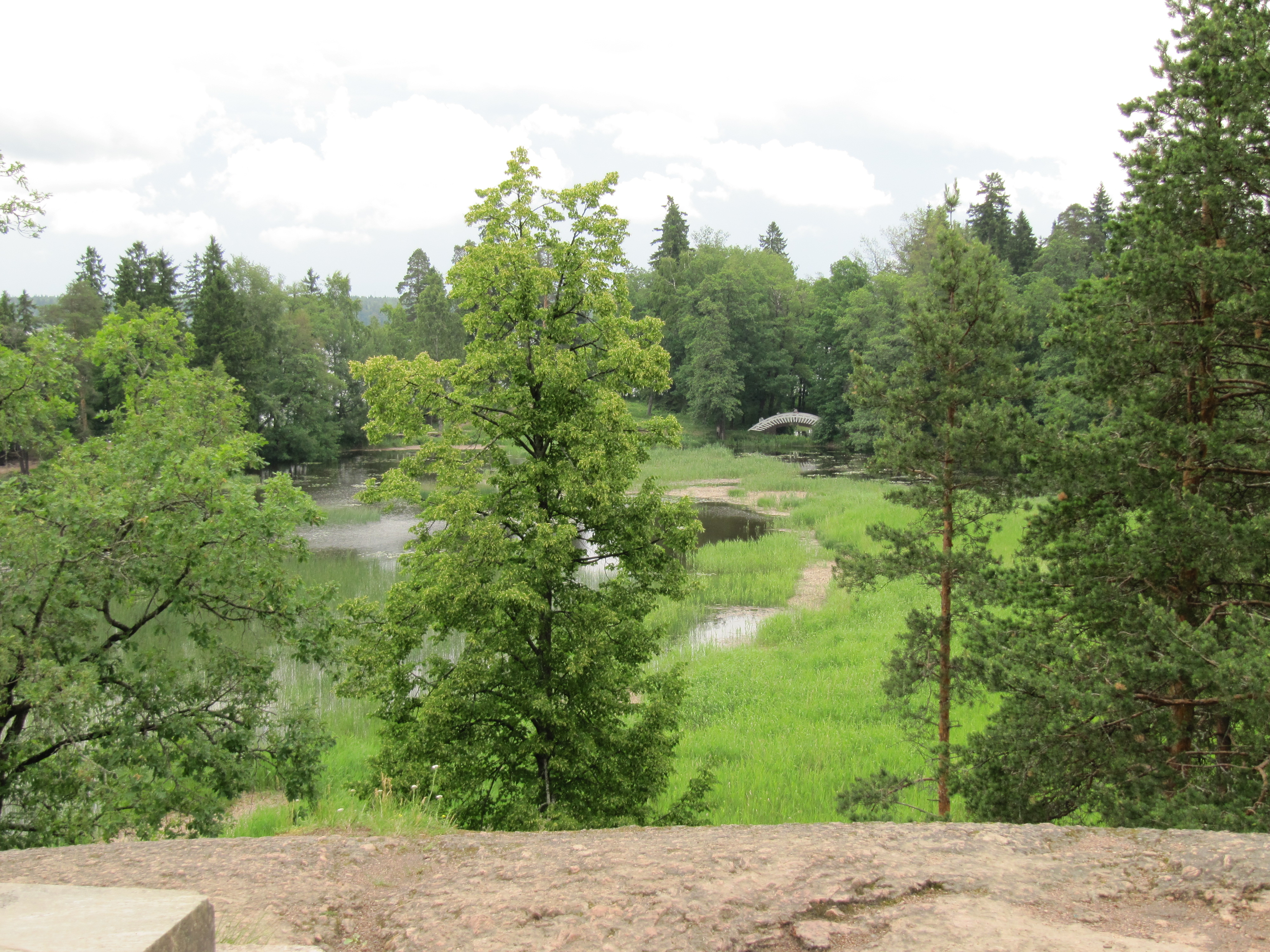
Китайський місток у парку
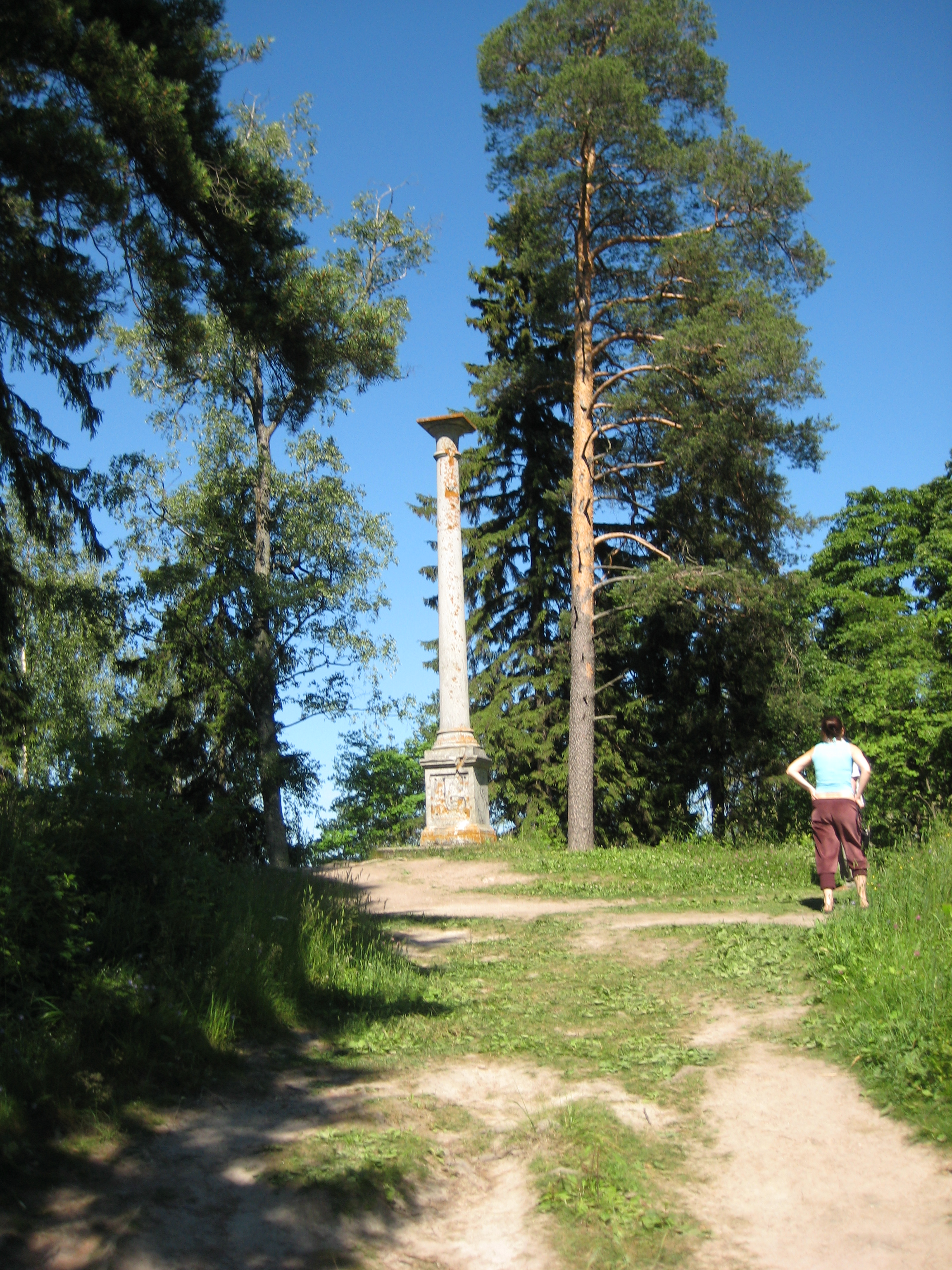
Колона на честь царя Олександра І
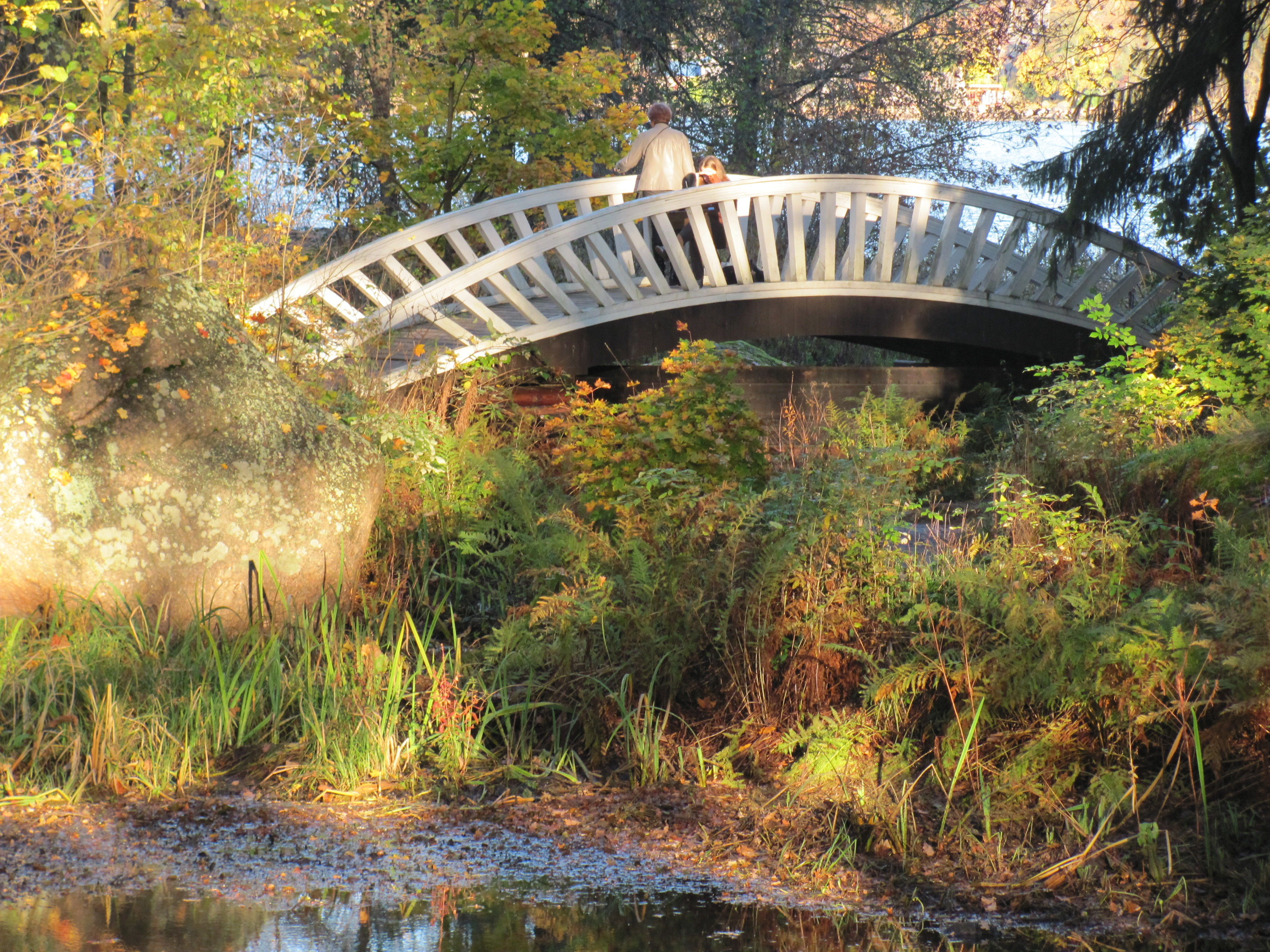
Китайський мостик
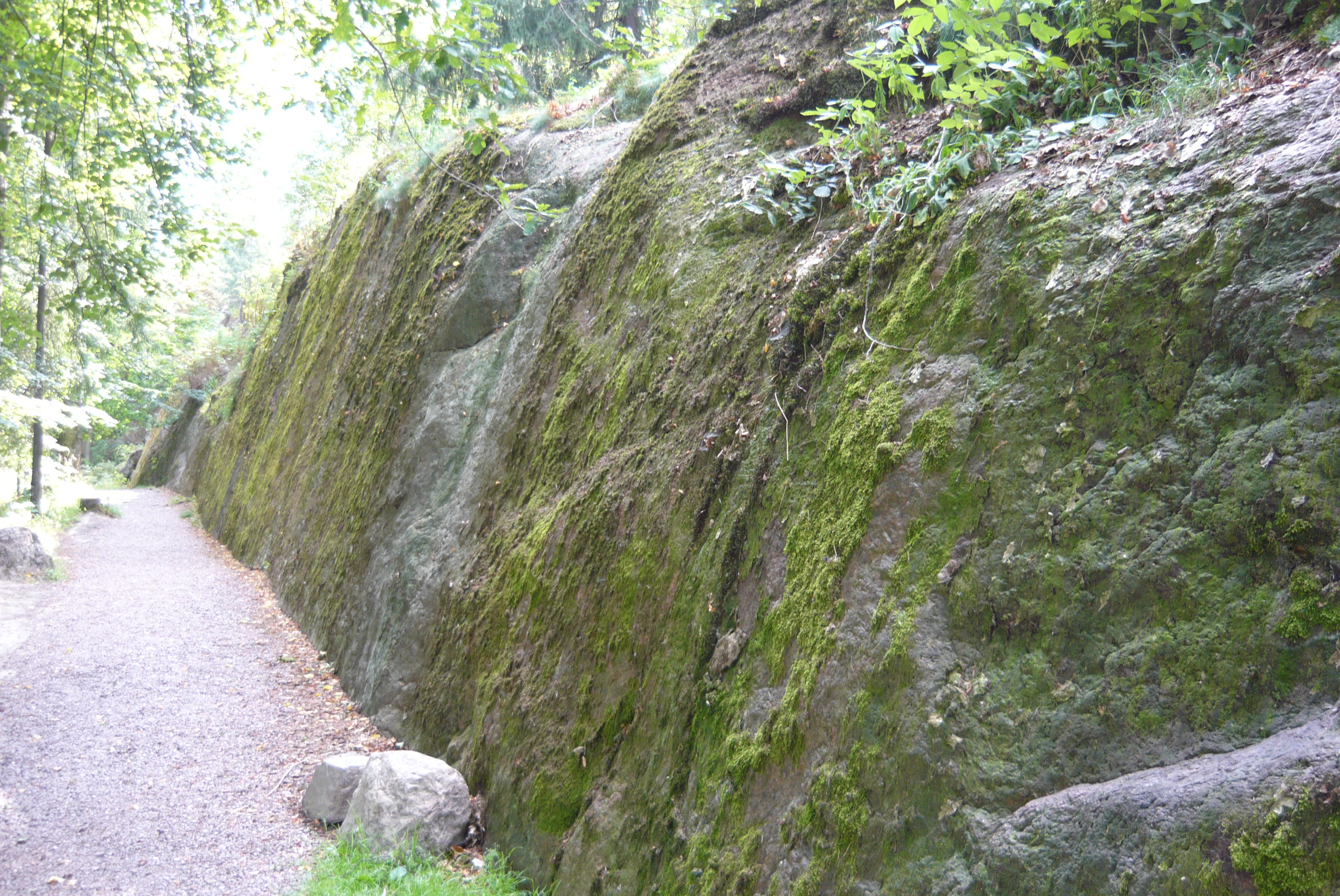
Стежка повз гранітну скелю

## Довгий шлях до Острова мертвих Людвігштайн

Родинний цвинтар фон Ніколаї на Острові мертвих. Перші роки 20 ст.

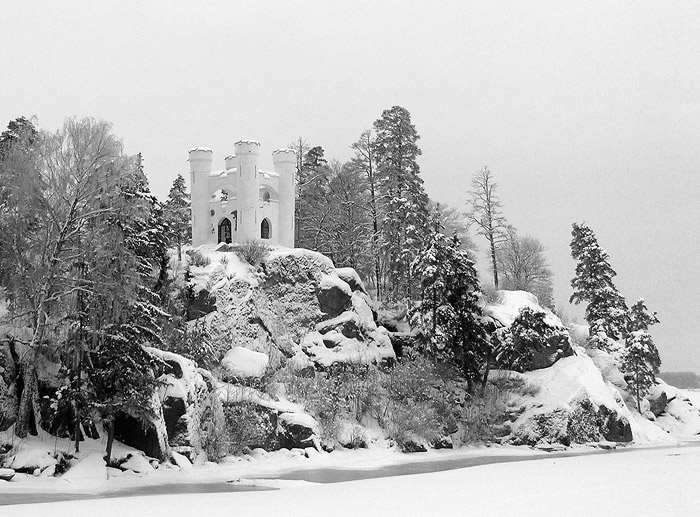
Острів мертвих Людвігштайн взимку. Фото 2006 р.

Відгомоном садів бароко було прагнення створити в парку місце усамітнення. Деякий час таким місцем був цей острів із назвою — Скеля самітника або Ермітаж. Так у парку збільшилась кількість французьких назв.
Ще під час навчання в університеті Людвіг фон Ніколаї заприятелював з Франсуа-Жерменом Лафермьєром. Вони навіть створили «Бібліотеку двох друзів», яку володар перевіз в Монрепо. По смерті Франсуа-Жермена в 1796 році на острівці затоки встановили меморіальну урну на честь померлого Лафермьєра, що цілком укладалось в модну стилістику пейзажних парків. Меморіальну урну спочатку розташували в парку (з 1798 р.), а згодом перенесли на верхівку Скелі самітника. Того ж року почалось облаштування скелі: вибили сходи з підніжжя до верхівки та створили грот Медузи.
Нестачу історичної пам'яті компенсувала запальна і сентиментальна уява старого Людвіга фон Ніколаї. Він бавився віршами і вільно переніс на ці береги легенду про заслання короля шведів Еріка, підозрілого і божевільного, котрий намагався убити рідних братів. Але брати випередили напівбожевільного короля. Власник садиби і парку замінив назву Скеля самітника або Ермітаж — на «Еріхштайн». Тоді виникла думка і про спорудження на скелі мініатюрного замку-символу. Людвіг фон Ніколаї звертався до різних архітекторів, серед яких власні проекти мініатюрного замку представили Дж. А. Мартінеллі (1798 р.), архітектор і театральний декоратор П'єтро Гонзага (1804 р.), надвірний архітектор російського царя Тома де Томон (1809 р.). Жоден із проектів не був реалізований.
Випадково збережений міні-замок на скелі (його також вважають капличкою) був вибудований в період між 1822 і 1830 роками за проектом англійського архітектора Ч. Х. Тетама вже після смерті Людвіга фон Ніколаї та його дружини. Сюди перенесли гроби з цвинтаря в Сорвали (за часів СРСР перейменований на Гвардейський) останки Людвіга Генріха і Йоганни Ніколаї, померлих 1820 року, а також урну на честь Ф. Г. Лафермьєра. Урна-кенотаф була розташована напроти входу в каплицю. В невеликому приміщенні першого ярусу каплиці встановили погруддя Л. Г. Ніколаї та його дружини, матері Павла Ніколаї, їх нащадка. Вікна каплиці були прикрашені вітражами. Пристінними сходами можна було піднятися на верхній оглядовий майданчик мініатюрного замку. Саме з цього періоду острів і скелю перетворили на родинний некрополь та він отримав сучасну назву Людвігштайн («камінь Людвіга»).
Менш довгою була історія перейменувань храму Нептуна. Первісно він був храмом богині Пієтас, покровительки терпіння, покори та поваги до старих. У павільйоні поставили скульптуру богині з дитиною на руках. Ніколаї придбав колекцію скульптур в архітектора Вінченцо Бренна, серед них і фігуру Нептуна. Скульптуру розмістили поряд із храмом. По втраті скульптури богині Пієтас на її місце перемістили фігуру Нептуна. Згодом замінили і назву на Храм Нептуна.

## Радянський парк відпочинку імені М.І.Калініна
Після окупації Виборга у 1940 р. парк та історична садиба перейшли в ведення Міністерства військових справ СРСР. Із садиби швидко вивезли колекцію творів мистецтва і картини в Державний Ермітаж, а родинний архів фон Ніколаї передали в Державну публічну бібліотеку.
У садибі розташували будинок відпочинку радянських військових. Були знищені паркові павільйони, сплюндровано надгробки, розбито вітражі каплиці і меморіальну урну на честь покійного Лафермьера, вирубали частину парку.
У роки перебування в садибі курсантів Військово-електротехнічної академії зв'язку вандальні акти не припинились, а парк не охороняли. Був поруйнований Храм дружби та спалений дерев'яний Храм Нептуна.
Після відселення радянських військових парк і садибу передали в комунальну власність міста Виборг. У Бібліотечному корпусі розмістили комунальні квартири, а в панському палаці — дитячий садок.
Монрепо тимчасово втратив й історичну назву, бо його офіційно оголосили «Парком відпочинку імені М. І. Калініна». Перетворення історичного парку на типовий радянський парк лише прискорило його деградацію, непрофільне використання і зменшення його рослинних колекцій. Унікальний історичний парк став місцем зборів альпіністів та базою їх тренувань і фестивалів. Все це помітно погіршувало стан рослинності в історичному парку та збільшувало його деградацію.

## Відновлення парку

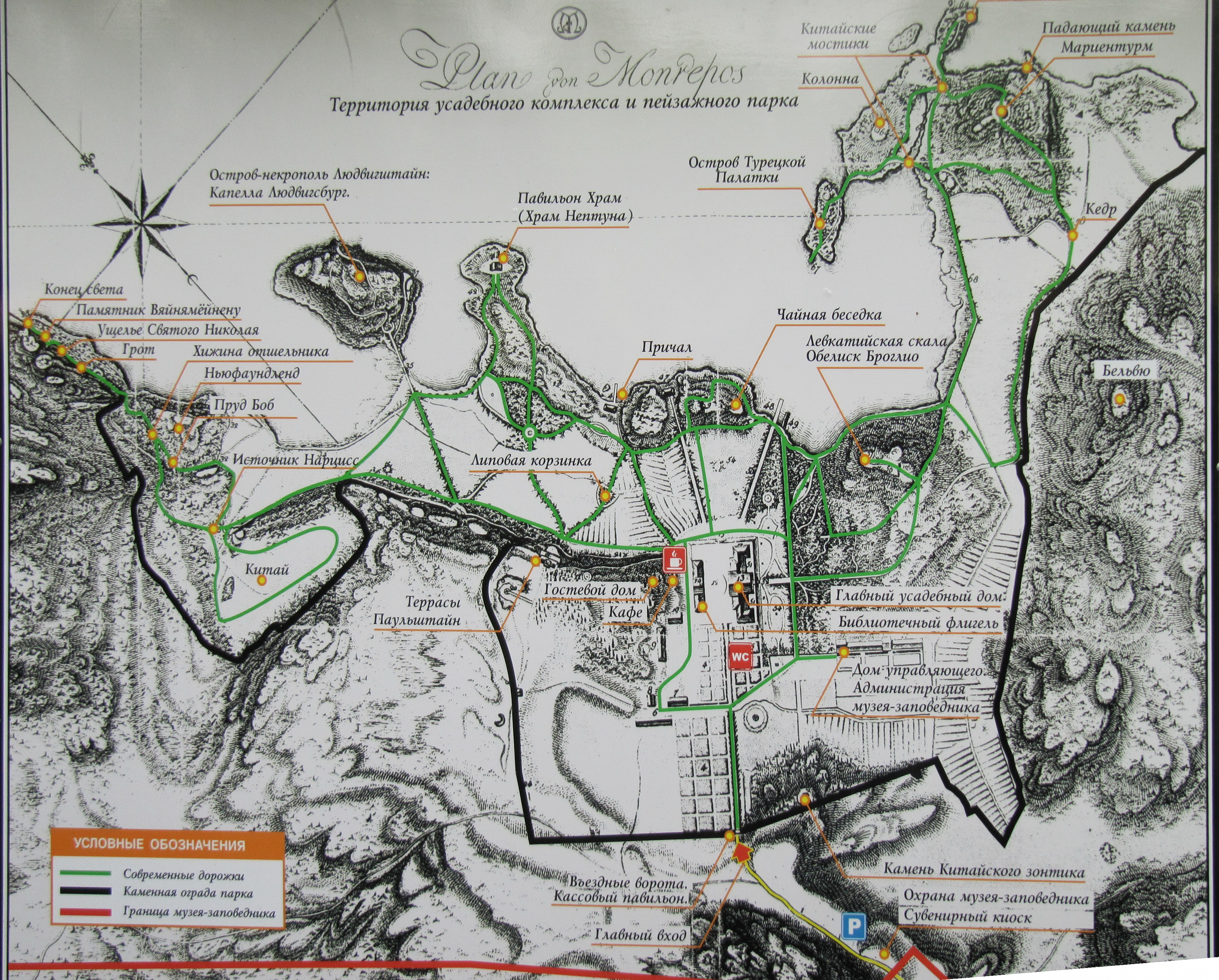
План історичного парку Монрепо

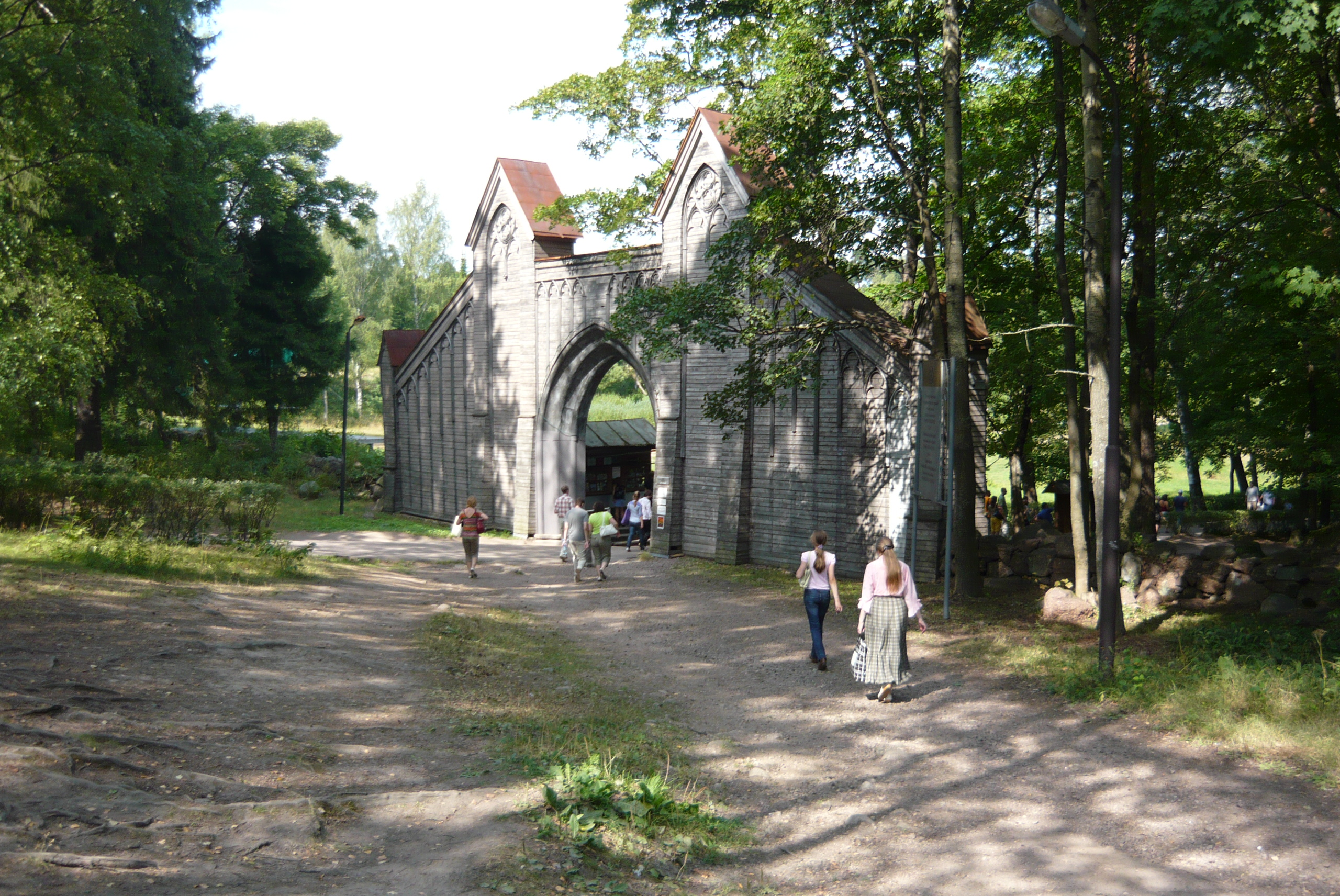
Неоготична вхідна брама парку Монрепо (відновлення історичної брами)

Парк Монрепо, зі зруйнованими парковими павільйонами та занедбаним цвинтарем родини Ніколаї, був переданий в оренду радянському парку відпочинку імені М. І. Калініна. Адміністрація установи десятиліттями ігнорувала Батарейну гірку, де руйнували фортечні укріплення інженера Тотлебена, а майже всі радянські заходи перенесла в історичний парк. Особливо руйнівними для садибного парку були тренування альпіністів та спортивні змагання. Зі скель здирали тонкий ґрунт, оголяли поверхневе коріння дерев (старих за віком лип, сосен, беріз), що сприяло їх загибелі. Парк потерпав від кострищ та вандальських атак, засмічення. 30 листопада 1982 р. був навіть складений «Акт лісопатологічного обстеження» парку, що фіксував також механічні пошкодження стовбурів та гілок. Особливо значними були деградаційні процеси в місцях проведення «культурно-масового» дозвілля, де спорудили трибуну, літню естраду, навішали гасел тощо.
Про значну мистецьку вартість історичного парку знали. Тому провели його обстеження та створили технічний проект реконструкції Виборзькою філією інституту «Ленгражданпроект» ще 1973 р. Проект навіть подали в Москву на виставку ВДНГ СРСР, де той отримав золоту медаль. На цьому життя проекту обірвалось і його забули на роки.
Питання про створення на базі історичного парку музею-заповідника підняв академік Д. С. Ліхачов. Знадобилось ще три роки, доки Міністерство культури Російської Федерації доручило створити документацію про створення в місті Виборг парку-заповідника. Але Управління культури Леноблвиконкому, котрому доручили створення відповідної документації, проігнорувало доручення міністерства.
Документацію на ентузіазмі виконала архітектурна секція ВООПИК міста Виборг, обурена тяганиною чиновництва Леноблвиконкому. Питання створення музею-заповідника винесли на нараду міністрів РРСФР. Але вказівки наради були загальмовані на місці. Тоді ініціативна група відправила листа до Центрального Комітету КПРС з обґрунтуванням рятівних заходів в історичному парку Монрепо, практично скаргу.
Наказ Ради Міністрів РРФР № 30 від 1988 року про створення історико-архітектурного і природного музею-заповідника «Парк Монрепо» нарешті зрушив справу зі стану стагнації.

## Сучасний стан парку
Улітку в парку Монрепо проводять фестиваль камерної музики «Вечери в Монрепо» та фестиваль акустичної музики «Двері в літо».